# Pio Alberto del Corona
Pio Alberto del Corona (Livorno, 5 luglio 1837 – Firenze, 15 agosto 1912) è stato un arcivescovo cattolico italiano.
Assunse il nome di Pio quando diventò membro dell'Ordine dei domenicani. Dichiarato venerabile, è stato beatificato il 19 settembre 2015.

## Biografia
Alberto del Corona nacque il 5 luglio 1837 a Livorno. Entrò a far parte dell'Ordine dei Frati Predicatori il 3 novembre 1859. Più tardi, nel 1860, fu ordinato presbitero ed assunse il nome di Pio. Nel 1872 fondò la Congregazione delle Suore Domenicane dello Spirito Santo. Nel 1879 papa Leone XIII lo nominò vescovo titolare di Draso e coadiutore di San Miniato. Fu vescovo della città toscana dal 2 febbraio 1897 al 30 agosto 1907, quando fu nominato arcivescovo titolare di Sardica, antico nome dell'attuale città di Sofia. Morì a Firenze il 15 agosto 1912 all'età di 75 anni.

## Il processo di beatificazione
La causa di beatificazione è iniziata nel 1941 quando fu dichiarato servo di Dio. Il 9 ottobre 2013 papa Francesco ha autorizzato la Congregazione delle cause dei Santi a promulgare il decreto riguardante le sue virtù eroiche.
Il 17 settembre 2014 papa Francesco ha approvato il decreto che ha riconosciuto un miracolo attribuito alla sua intercessione, aprendo così la strada alla beatificazione, il cui rito, presieduto dal cardinale Angelo Amato in qualità di delegato Pontificio ed (ex) prefetto della Congregazione delle cause dei santi, si è svolto il 19 settembre 2015 a San Miniato nella chiesa di San Francesco.

## Genealogia episcopale
La genealogia episcopale è:
- Cardinale Scipione Rebiba
- Cardinale Giulio Antonio Santori
- Cardinale Girolamo Bernerio, O.P.
- Arcivescovo Galeazzo Sanvitale
- Cardinale Ludovico Ludovisi
- Cardinale Luigi Caetani
- Cardinale Ulderico Carpegna
- Cardinale Paluzzo Paluzzi Altieri degli Albertoni
- Papa Benedetto XIII
- Papa Benedetto XIV
- Papa Clemente XIII
- Cardinale Marcantonio Colonna
- Cardinale Giacinto Sigismondo Gerdil, B.
- Cardinale Giulio Maria della Somaglia
- Cardinale Carlo Odescalchi, S.I.
- Cardinale Costantino Patrizi Naro
- Arcivescovo Pio Alberto del Corona